# Constantin de Mananalis
Constantin de Mananalis, autrement connu sous le nom de Constantin-Silas, est le fondateur, vers 657, d'une secte néo-manichéenne dite paulicienne. Né dans une famille arménienne à Mananale (Mananalis) près de Samosate en Syrie (Turquie actuelle), il installe la première communauté des Pauliciens à Kibossa en Arménie. Georges le Moine le mentionne dans sa chronique.
En 684 Constantin IV, l'empereur byzantin de l'époque, publia un décret, contre les congrégations indépendantes de croyants et, en particulier, contre Constantin, chargeant Siméon, un de ses officiers, de veiller à l'exécution du jugement. Pour donner plus de poids au châtiment, Siméon remit des pierres à plusieurs des amis personnels de l'accusé et leur ordonna de lapider le maître. Ils refusèrent, mais un jeune homme, nommé Justus, élevé par Constantin comme son propre fils, saisit une pierre et tua son tuteur d'un seul coup.
Siméon fut profondément ému par tout ce qu'il vit et entendit à Kibossa. S'y étant entretenu avec ces nouveaux chrétiens, il fut convaincu de la vérité de leur doctrine et de la justesse de leur conduite. Rentré à Constantinople, il ne connut point de paix durant les trois ans qu'il passa encore à la cour. Il quitta tout, s'enfuit à Kibossa et, adoptant le nom de Siméon-Tite, reprit et continua l'œuvre de l'homme qu'il avait fait mettre à mort. À son tour Siméon-Tite devint martyr en 690.